# Freiwillige Selbstkontrolle der Filmwirtschaft

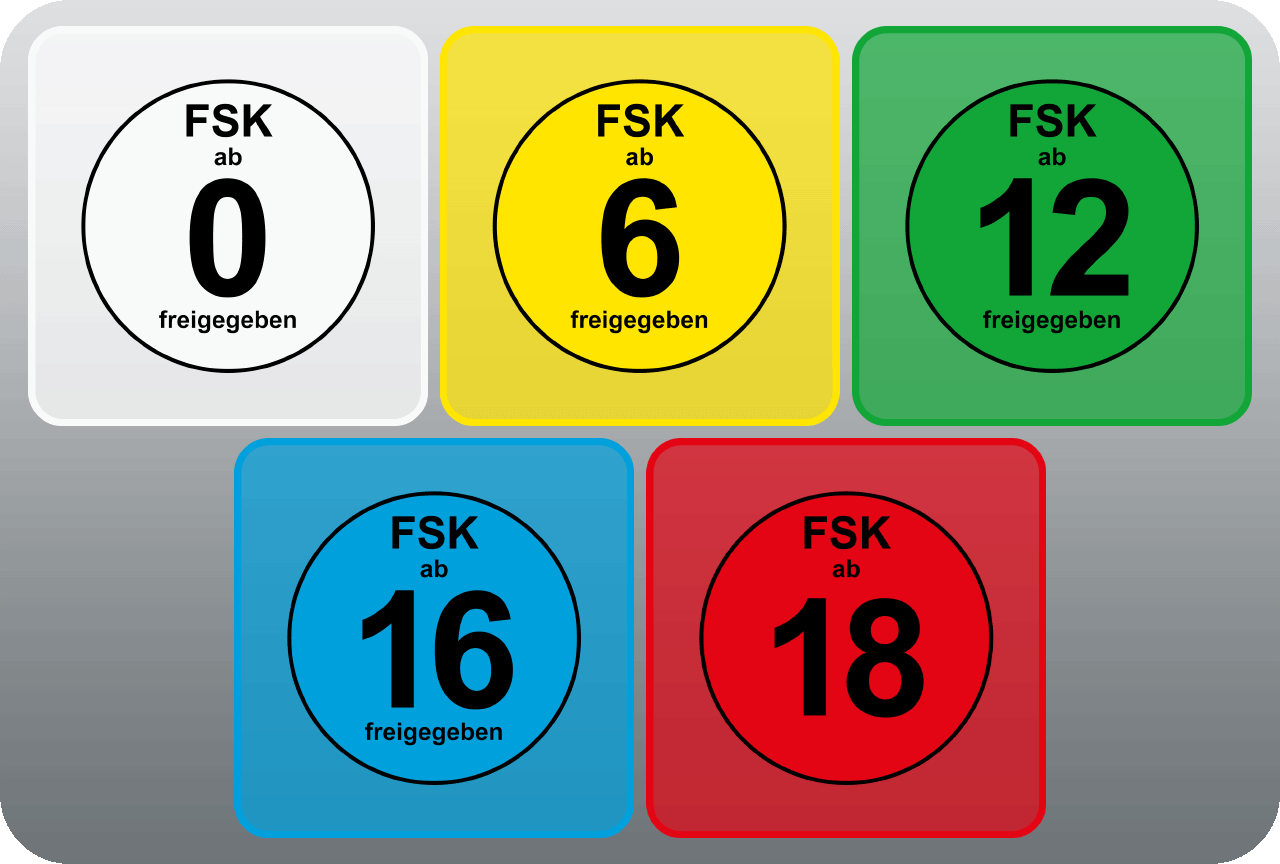
FSK-Kennzeichen seit 1. Dezember 2008

Die Freiwillige Selbstkontrolle der Filmwirtschaft GmbH (FSK) ist eine deutsche, von der Spitzenorganisation der Filmwirtschaft (SPIO) getragene Einrichtung mit Sitz in Wiesbaden. Sie prüft im Schwerpunkt die Altersfreigabe von Medien. In Deutschland ist im öffentlichen Raum die Angabe der Altersfreigabe bindend.

## Aufgaben

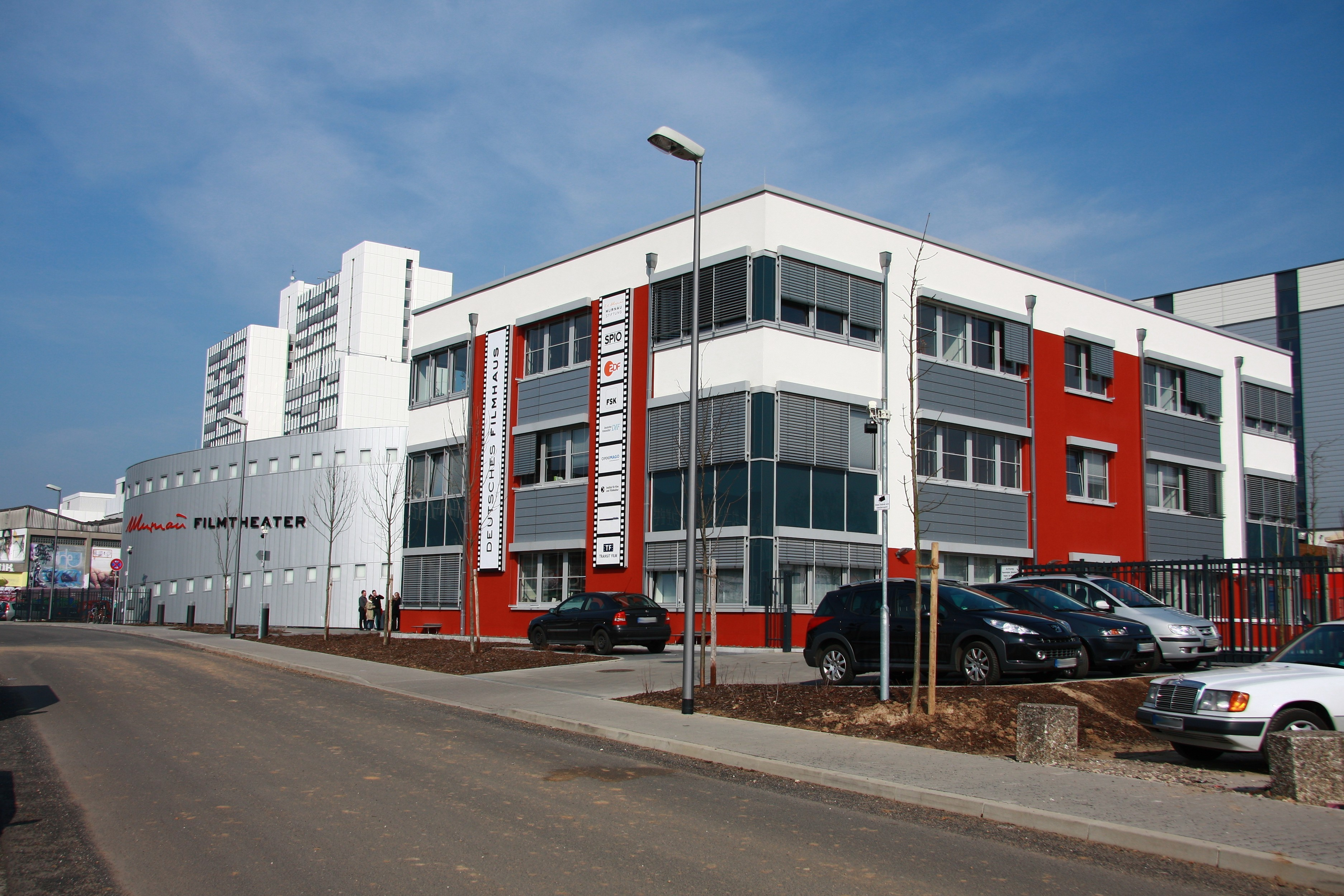
Das Deutsche Filmhaus der Friedrich-Wilhelm-Murnau-Stiftung in Wiesbaden, in dem unter anderem die FSK untergebracht ist

Die Hauptaufgabe der FSK besteht in der Prüfung der Altersfreigabe von audiovisuellen Medien, wie Filmen, Trailern, Werbefilmen, die auf beliebigen Wegen (beispielsweise Kino, Handel, Download) oder Medienträgern (beispielsweise DVDs, Blu-rays, Videokassetten) in Deutschland zum Verkauf angeboten werden oder zur öffentlichen Vorführung vorgesehen sind. Eine Pflicht zur Prüfung durch die FSK besteht nicht, jedoch haben sich die Mitglieder der SPIO dazu verpflichtet, nur von der FSK kontrollierte Produktionen zu veröffentlichen.
Rechtsgrundlage der Tätigkeiten der FSK sind § 14 Abs. 2 i. V. m. Abs. 6 des Jugendschutzgesetzes, auf dessen Basis die Länder vereinbart haben, die Prüfungsvoten der FSK als die der obersten Landesbehörden zu übernehmen, sowie die Grundsätze der FSK. Diese Grundsätze werden von einer Grundsatzkommission erlassen, die aus 20 Vertretern der Film- und Videobranche, der öffentlichen Hand sowie der öffentlich-rechtlichen Rundfunkanstalten besteht.
Die FSK ist finanziell autonom und finanziert ihre Arbeit durch Gebühren, die für jeden geprüften Medienträger erhoben werden. Sie wird inzwischen als Tochtergesellschaft der SPIO in Form einer GmbH betrieben, einen inhaltlichen Einfluss auf die Prüfentscheidungen übt die SPIO nicht aus.
Die SPIO prüft auf Wunsch auch selbst Medien durch eine eigene unabhängige Juristenkommission auf strafrechtlich relevante Inhalte. Sollten diese nicht vorliegen, wird das Etikett „SPIO/JK“ (Spitzenorganisation der Filmwirtschaft/Juristenkommission) vergeben.

## Arten der Freigaben

### Altersfreigaben
Die FSK-Freigaben lauten:
| Etikett                  | Text auf dem Etikett     | Etikett                             | Aktuelle Kennzeichnung (§ 14 Abs. 2 JuSchG) | Kennzeichnung vor dem 1. April 2003 (§ 6 Abs. 3 JÖSchG) |
| Aktuell / seit Dez. 2008 | Aktuell / seit Dez. 2008 | Alt / bis Dez. 2008                 | Aktuelle Kennzeichnung (§ 14 Abs. 2 JuSchG) | Kennzeichnung vor dem 1. April 2003 (§ 6 Abs. 3 JÖSchG) |
| ------------------------ | ------------------------ | ----------------------------------- | ------------------------------------------- | ------------------------------------------------------- |
| FSK ab 0 (weiß)          | FSK ab 0 freigegeben     | Freigegeben ohne Altersbeschränkung | Freigegeben ohne Altersbeschränkung         | Freigegeben ohne Altersbeschränkung                     |
| FSK ab 6 (gelb)          | FSK ab 6 freigegeben     | Freigegeben ab sechs Jahren         | Freigegeben ab sechs Jahren                 | Freigegeben ab sechs Jahren                             |
| FSK ab 12 (grün)         | FSK ab 12 freigegeben    | Freigegeben ab zwölf Jahren         | Freigegeben ab zwölf Jahren                 | Freigegeben ab zwölf Jahren                             |
| FSK ab 16 (blau)         | FSK ab 16 freigegeben    | Freigegeben ab sechzehn Jahren      | Freigegeben ab sechzehn Jahren              | Freigegeben ab sechzehn Jahren                          |
| FSK 18 (rot)             | FSK ab 18                | Keine Jugendfreigabe                | Keine Jugendfreigabe                        | Nicht freigegeben unter achtzehn Jahren                 |

Nach § 11 JuSchG dürfen Kinder und Jugendliche zu öffentlichen Filmvorführungen (z. B. in Kinos) nur zugelassen werden, wenn alle Filme inklusive Werbefilme und Trailer für sie freigegeben sind oder wenn es sich um gekennzeichnete Lehr- oder Informationsfilme handelt.
Kinofilme, die ab 12 Jahren freigegeben sind, dürfen seit dem 1. April 2003 von Kindern ab 6 Jahren in Begleitung von personensorgeberechtigten bzw. seit dem 1. Mai 2021 von erziehungsbeauftragten Erwachsenen besucht werden (§ 11 Abs. 2 JuSchG). Bei Filmen, die für Jugendliche ab 16 Jahren oder für Erwachsene freigegeben sind, gibt es kein solches Elternprivileg; die Altersbeschränkung ist hier absolut. Auch mit Einwilligung der (ggf. anwesenden) Eltern ist ein Zutritt von Jugendlichen, welche die Altersvorgabe nicht erfüllen, verboten.
Bei Kinofilmen wird ein FSK-Kennzeichen verweigert, wenn der Film offensichtlich schwer jugendgefährdend ist; eine FSK-Freigabe ist nur bei einer höchstens „einfachen Jugendgefährdung“ und bei einer etwaigen „Jugendbeeinträchtigung“ möglich. Wird der gleiche Film dann auf einem Bildträger (Videokassette, DVD oder Blu-ray) veröffentlicht, wird ein Kennzeichen bereits verweigert, wenn ein Fall von einfacher Jugendgefährdung vorliegt. Ein Beispiel ist Alexandre Ajas Maniac, der ungeschnitten mit FSK-Kennzeichnung ab 18 im Kino lief, wohingegen die ungeschnittene Heimkino-Veröffentlichung von der FSK abgelehnt und später indiziert sowie von einem Gericht beschlagnahmt wurde. Datenträger, die eine Kennzeichnung nach JuSchG haben, können von der Bundesprüfstelle für jugendgefährdende Medien nicht mehr indiziert werden (im Gegensatz zur alten Freigabe nach JÖSchG, bei der es möglich ist). Auch wenn ein Verdacht auf einen Straftatbestand (beispielsweise Gewaltdarstellung, § 131 StGB) besteht, kann die FSK-Freigabe verweigert werden. In diesem Fall kann der Film der Juristenkommission (JK) der SPIO vorgelegt und auf strafrechtliche Unbedenklichkeit geprüft werden. Trotz der entsprechenden Prüfung der JK kann ein Film sowohl indiziert als auch beschlagnahmt werden, jedoch schützt das entsprechende Signet die Beteiligten weitgehend vor individueller strafrechtlicher Verfolgung.
Nach § 12 Abs. 1 JuSchG müssen Medienträger freigegeben sein, wenn sie Kindern und Jugendlichen öffentlich (z. B. in Videotheken) zugänglich sind. Auf die Kennzeichnung ist auf dem Bildträger und der Hülle mit einem deutlich sichtbaren Zeichen hinzuweisen. Das Zeichen ist auf der Frontseite der Hülle links unten auf einer Fläche von mindestens 1.200 Quadratmillimetern und dem Bildträger auf einer Fläche von mindestens 250 Quadratmillimetern anzubringen (§ 12 Abs. 2 Satz 1 JuSchG).

### Feiertagsfreigabe
Die FSK richtet sich bei der Vergabe von Altersfreigaben nach dem Jugendschutzgesetz, prüft aber auch die Freigabe von Filmen zur Aufführung an den sogenannten stillen Feiertagen, die in einigen Bundesländern besonderen Schutz genießen („feiertagsfrei“).
Demnach dürfen nur solche Filme öffentlich vorgeführt werden, bei denen der „ernste Charakter“ gewahrt bleibt. Filme, die dem Charakter dieser Feiertage so sehr widersprechen, dass eine Verletzung des religiösen oder sittlichen Empfindens zu befürchten ist, erhalten keine Feiertagsfreigabe.

## Struktur und Arbeitsweise
Etwa 250 Prüfer sind ehrenamtlich für die FSK tätig. Sie werden von den Verbänden der Film- und Videowirtschaft und der öffentlichen Hand für eine Dauer von drei Jahren ernannt und müssen Erfahrung im Umgang mit Kindern oder Jugendlichen haben oder über entsprechendes Fachwissen in der Psychologie oder Medienwissenschaft verfügen. Die Prüfer dürfen zudem nicht in der Film- oder Videowirtschaft beschäftigt sein, um eine Beeinflussung der Entscheidungen durch die Industrie zu vermeiden. Bei der Ernennung von Prüfern wird daher darauf geachtet, dass sie aus den unterschiedlichsten Berufsfeldern und gesellschaftlichen Bereichen kommen.
Die Prüfung von Filmen wird in verschiedenen Gremien organisiert – im Arbeitsausschuss (der den Hauptteil der Filmprüfungen übernimmt), dem Hauptausschuss (der als Berufungsinstanz tätig ist) und dem Appellationsausschuss für die Berufung in der Jugendprüfung. In der täglichen Praxis arbeiten jeweils bis zu fünf Ausschüsse parallel.
Die Arbeitsausschüsse fungieren als erste Instanz, jeder bei der FSK eingereichte Film wird zunächst dort geprüft. In der Regel setzt sich dieser Ausschuss aus fünf Prüfern zusammen. Den Vorsitz hat ein ständiger Vertreter der Obersten Landesjugendbehörden. Zu einem Ausschuss gehören zusätzlich ein Jugendschutzsachverständiger (beispielsweise ein Mitarbeiter eines Jugendamtes, des Jugendministeriums oder ein Lehrer), ein regelmäßig wechselnder Vertreter der öffentlichen Hand (ein Vertreter der katholischen oder evangelischen Kirche, des Zentralrats der Juden oder des Bundesjugendrings) und zwei Vertreter der Filmwirtschaft.
Über die Altersfreigabe wird mit einer einfachen Mehrheit entschieden.

## Geschichte

Altes Etikett für „Freigegeben ohne Altersbeschränkung“

Unmittelbar nach dem Ende des Zweiten Weltkriegs war Deutschland in Besatzungszonen aufgeteilt, die unterschiedlich mit der Zertifizierung von Filmen umgingen. Im amerikanischen Sektor von Berlin waren die Eltern angehalten, selbst darüber zu entscheiden. Die Briten legten dasselbe Verfahren wie im eigenen Land an. Im französischen Sektor galten die Vorschriften der „IFA“. Die Sowjets stempelten jede Filmrolle, die sie über Sovexport verbreiteten, mit „Für Jugendliche zugelassen“ bzw. „Für Jugendliche unter 14 Jahren nicht zugelassen“.
Mit dem Wiederaufbau und der Neuordnung der deutschen Filmwirtschaft wurde Erich Pommer, damals oberster Filmoffizier der US-amerikanischen Besatzungsmacht und ehemals Filmproduzent der UFA, betraut. Gemeinsam mit dem Regisseur Curt Oertel und dem Geschäftsführer des Verbandes der Filmverleiher in Wiesbaden, Horst von Hartlieb, konzipierte Pommer eine freiwillige Selbstkontrolle der Filmwirtschaft nach dem Vorbild des in den USA geltenden Hays Code. Ziel der Einrichtung sollte es sein, eine staatliche Reglementierung der Filmindustrie zu vermeiden und die geltende Militärzensur abzulösen: „Und hier war unser erster Gedanke, denn wir waren gebrannte Kinder aus dem Dritten Reich, eine Filmkontrolle in Selbstverwaltung aufzubauen, da eine staatliche Filmkontrolle immer die Gefahr in sich birgt, zu einer Politisierung zu führen.“ (Horst von Hartlieb)
Da zudem bei der Zulassung von Filmen durch die Besatzungsmächte der Jugendschutz keine Rolle spielte und dadurch Kinder und Jugendliche unbeschränkten Zugang zu Filmen hatten, wurde von der Kultusministerkonferenz der westlichen Besatzungszonen Anfang 1948 eine „Kommission zur Prüfung der Frage: Gefährdung der Jugend durch Filme“ eingerichtet. Sie sollte Vorschläge für einen länderübergreifenden filmischen Jugendschutz entwickeln. Ihre Arbeit nahm diese Kommission im hessischen Kultusministerium in Wiesbaden auf. Zu den Verhandlungen wurden neben Abgesandten der anderen Kultusministerien auch Vertreter der Filmwirtschaft, der Kirchen und der Katholischen Jugend Bayerns eingeladen.
Ergebnis der Verhandlungen war die Einrichtung einer gemeinsamen Selbstkontrolleinrichtung unter dem Namen „Freiwillige Selbstkontrolle der Filmwirtschaft“, der am 18. Juli 1949 der erste Film zur Begutachtung vorgelegt wurde. Dabei handelte es sich um Paul Martins in Zeiten des Nationalsozialismus verbotene Komödie Intimitäten (1944). Der Spielfilm wurde aufgrund einer Kussszene kontrovers diskutiert, aber trotzdem für eine öffentliche Vorführung freigegeben. Am 28. September 1949 übertrugen die alliierten Militärbehörden offiziell ihre Kontrollbefugnis auf die FSK.
Die Länder der sowjetischen Besatzungszone beteiligten sich nicht an der FSK, da in der im selben Jahr gegründeten DDR die Filmkontrolle vom Staat übernommen wurde. In der DDR war der Kennzeichnung der Altersfreigabe ein P vorangestellt. Diese unterteilten sich 1955 in P6, P14 und P18. Um zusätzlich auf die Entwicklungsstufen von Kindern einzugehen, wurden unabhängig der Altersfreigaben ab 1957 Altersempfehlungen als Hilfe für die Eltern eingefügt, diese unterteilten sich in Empfohlen ab 8 / 10 / 12 Jahren. 1969 würden die Altersfreigaben überarbeitet und in P6, P14, P 16 und P18 unterteilt. Die Altersempfehlungen fielen daraufhin weg und wurden 1978 wieder eingefügt und hinter den Altersfreigaben drangehängt.
Beispiele Altersfreigaben in der DDR mit Altersempfehlungen ab 1978:
- P6/10: Für Kinder unter 6 Jahren nicht zugelassen/für Kinder ab 10 Jahren geeignet
- P6/12: Für Kinder unter 6 Jahren nicht zugelassen/für Kinder ab 12 Jahren geeignet
- P14/12: Für Kinder unter 14 Jahren nicht zugelassen/für Schülervorstellungen und für Kinder in Begleitung von Erwachsenen ab 12 Jahren zugelassen

Mit der Novellierung des Jugendschutzgesetzes wurde 1985 die Kennzeichnungspflicht auf neue Medien (Videofilme und vergleichbare Bildträger) ausgeweitet. Der „Bundesverband Video e. V.“ schloss sich daraufhin der FSK an, um von ihr alle zu veröffentlichenden Videofilme überprüfen zu lassen. Im selben Jahr erfolgte auch die Erweiterung der Freigaben um die „Freigabe ohne Altersbeschränkung“.
Im Zuge der Wiedervereinigung schlossen sich die neuen Länder der FSK an und entsandten ihre Vertreter in die Prüfungsausschüsse.
Seit dem Jahr 1995 werden auch digitale Medien, sofern sie filmische Sequenzen enthalten, auf ihre Altersfreigabe geprüft.
Am 9. Dezember 2004 wurde mit dem Film Sophie Scholl – Die letzten Tage der 100.000. Film von der FSK überprüft.
Seit dem Jahr 2009 gibt es die heute noch aktuellen Logos der FSK, die bis spätestens zum 31. März 2010 umgestellt wurden; dies galt sogar für Lagerbestände. Die Positionierung ist wie bei der USK unten links; die Größe auf der Verpackung beträgt 1200 mm² und auf dem Datenträger 250 mm². Viele Hersteller liefern ihre digitalen Medien seither mit einem sogenannten „Wendecover“ aus, wobei die innenliegende Seite auf das FSK-Kennzeichen verzichtet und die Gestaltung von der großflächigen Kennzeichnung unbeeinträchtigt ist.
Seit Oktober 2010 veröffentlicht die FSK kurze Freigabebegründungen für alle Kinospielfilme zum jeweiligen Starttermin auf ihrer Internetseite, um ihre Entscheidungen transparenter zu machen.

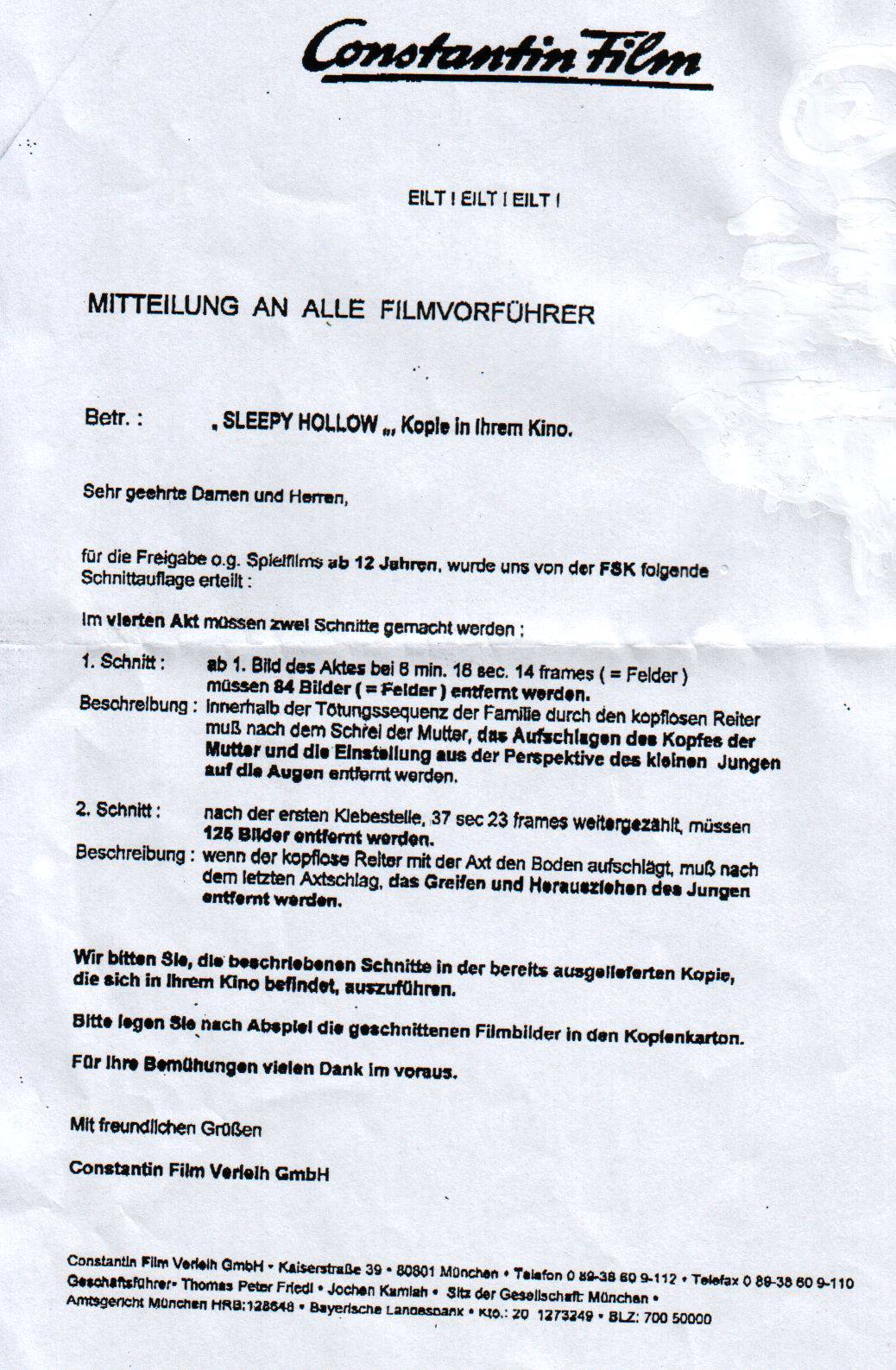
Schnittanweisung des Verleihs für die FSK-12-Fassung eines Films

## Umstrittene Entscheidungen
Kritik an hohen Altersfreigaben wird häufig durch den Vorwurf der Zensur oder der Prüderie artikuliert, Kritik an niedrigen Altersfreigaben hingegen lässt Stimmen laut werden, welche die Interessen des Jugendschutzes nicht ausreichend gewahrt sehen oder hinter der Entscheidung gar eine absichtliche Begünstigung der Filmindustrie vermuten: Publikumswirksame Filme würden zu sanft beurteilt, da genau dort die hohen Umsätze erzielt würden. Dafür müssten weniger erfolgversprechende Filme unter zu strengen Altersfreigaben leiden, um in der Außendarstellung einen Ausgleich zu haben. Durch diese Praxis hätten seit den 1970er-Jahren insbesondere deutsche Filme gelitten, die oft eine Altersfreigabe ab 16 Jahren hätten hinnehmen müssen, während Hollywood-Filme ab 12 oder sogar ab 6 Jahren freigegeben worden seien.
Der Trend der FSK-Altersbeschränkung („FSK 6“ oder „FSK 12“) ginge nach Ansicht von Kritikern in den 2000er-Jahren meistens zu der niedrigeren Freigabe über. Dies spiegelt die Auswahl der Beispiele wider, die kein Urteil über die Richtigkeit dieser These erlaubt.
In den Medien diskutierte Einzelentscheidungen mit als zu großzügig wahrgenommener Freigabe waren zum Beispiel:
- Die FSK-Entscheidung für eine Freigabe von Jurassic Park ab 12 Jahren löste eine wochenlange Diskussion in den deutschen Medien aus.
- Der Film Keinohrhasen wurde ab 6 Jahren freigegeben. Nach heftiger Beschwerde der Bundesländer wurde die Freigabe in „ab 12 Jahren freigegeben“ geändert.[14] Selbst der Regisseur und Hauptdarsteller des Films, Til Schweiger, sagte in einem Interview, dass er sich auch über die Freigabe ab 12 Jahren gefreut habe. Die vielen Sexszenen, die Fäkalsprache und die Sexerläuterungen waren sehr umstritten und ein Grund für die FSK, die Anhebung der Freigabe zu veranlassen.

In den Medien diskutierte Einzelentscheidungen mit als zu restriktiv wahrgenommener Freigabe waren zum Beispiel:
- Der mit „FSK-12“ freigegebene Film Die grüne Wolke führte 2001 auf dem Kinderfilmfestival Goldener Spatz zu einer Debatte um die seit 1951 geltenden Altersstufen der FSK. Bei der Diskussionsveranstaltung „Ist die FSK-Altersfreigabe noch zeitgemäß?“ wurde die Freigabe „ab 12“ angesichts der gestiegenen Medienkompetenz heutiger Kinder als zu hoch angesehen und es wurde eine Überarbeitung der Altersstufen gefordert.[15] Mit dem am 1. April 2003 in Kraft getretenen neuen Jugendschutzgesetz dürfen auch Kinder ab 6 Jahren Filmvorführungen mit einer „FSK-12-Freigabe“ in Begleitung einer personensorgeberechtigten Person besuchen, ab dem 1. Mai 2021 auch in Begleitung einer erziehungsbeauftragten Person.[16]

- Der vom ZDF und dem Nachwuchsfördertopf der Filmstiftung NRW geförderte Film Romeos von Sabine Bernardi wurde entgegen dem Antrag auf FSK 12 erst ab 16 Jahren freigegeben. Der Spielfilm, der die Geschichte des jugendlichen Transmanns Lukas, der als Mädchen geboren wurde, und seinen „Weg zum Erwachsenwerden“[17] erzählt, könne laut FSK bei jungen Menschen zur „Desorientierung in der sexuellen Selbstfindung“ führen; es handle sich um ein „schwieriges Thema, welches für die Jüngsten der beantragten Altersgruppe, die sich in diesem Alter in ihrer sexuellen Orientierungsphase befinden, sehr belastbar sein könnte“. Der LSVD machte darauf aufmerksam, dass aber auch die „wiederholte Darstellung von vermeintlich normaler Heterosexualität für heranwachsende homo- oder bisexuelle Menschen“ eine Belastung darstelle, und kritisierte insbesondere die homophobe Umpolungsrhetorik, die „man sonst nur aus Kreisen fundamentalistischer Homosexuellenhasser“ kenne.[18] Später entschuldigte sich die FSK wegen Diskriminierung und der Film wurde letztendlich ab 12 Jahren freigegeben.[19]
- Der Film Harry Potter und die Kammer des Schreckens wurde im Jahr 2002 nicht ab 6 Jahren, sondern erst ab 12 Jahren freigegeben. Der Verleih veröffentlichte daher den Film in Deutschland zunächst nur in gekürzter Form. Die im Nachgang dieser Entscheidung der FSK erneut aufgekommene Diskussion um die deutsche Freigabepraxis hat mit dazu geführt, dass die starren Einstufungen „ab 6 Jahren“ und „ab 12 Jahren“ durch eine an der Logik des US-amerikanischen „R“-Ratings orientierte neue Freigabemöglichkeit erweitert wurden, bei der Filme, die eigentlich erst ab 12 Jahren zugänglich wären, auch von Kindern ab 6 Jahren im Kino angesehen werden dürfen, wenn sie von einem Personensorgeberechtigten begleitet werden.[20]

Es wird die Forderung erhoben, dass die bestehenden Regeln der FSK, die aus dem Jahr 1951 stammen, überholt werden müssten. Angesichts einer veränderten Medienkompetenz bei den heutigen Kindern seien die bisherigen als starr kritisierten Regeln überholt. Zudem sei die Abstufung zwischen FSK-6- und FSK-12-Film zu groß, weil gerade in diesem Altersbereich große Veränderungen bei Kindern stattfänden.
Auch ohne Änderung der Richtlinien verändert sich jedoch bereits die Einstufungspraxis. Ein Beispiel ist der Film City Hunter, der im Jahr 1993 gekürzt als „ab 18“ eingestuft wurde und seit 2004 ungekürzt ab 12 freigegeben ist. Dieser Trend ist auch juristisch zu sehen: So ist der Film Blutgericht in Texas seit 2012 nach einer Neuprüfung offiziell ungekürzt als „ab 18“ eingestuft, während er noch 1985 in gekürzter Form bundesweit beschlagnahmt wurde.
In einer Expertise des Kinder- und Jugendfilmzentrums in Deutschland aus dem Jahr 2011 heißt es dazu: „Das FSK-Label erhebt weder den Anspruch, ein Qualitätssiegel zu sein, noch als pädagogische Empfehlung zu gelten. Dieses Missverständnis tritt in der Öffentlichkeit immer wieder auf.“ Dabei wird auch an die Eltern appelliert, die gerade in den unteren Altersklassen die Entscheidung treffen, ob ein Film für das Kind geeignet sei.
Medien weisen darauf hin, dass es alternativ zur FSK-Einstufung auch andere Quellen für Informationen und Bewertungen für manche Filme gibt, so den katholischen Filmdienst oder auch die US-Website movieguide.org, auf der Filme nach Kategorien „durchbewertet“ würden.